# Banámichi
Banámichi é um município do estado de Sonora, no México.